# هوجو بارا
هوجو بارا هو عالم كمبيوتر برازيلي ولد في 1976  م شغل عدة مناصب في إدارة المنتجات في جوجل في لندن وكاليفورنيا (2008-2013)، ومنها نائب رئيس قسم أندرويد في جوجل.
وخلال الفترة من 2014 إلى 2017 كان نائبًا لرئيس شركة الإلكترونيات الصينية شاومي، وبعده تركه لشاومي انضم إلى فيسبوك وعُين نائبًا لرئيس الواقع الافتراضي.

### غوغل

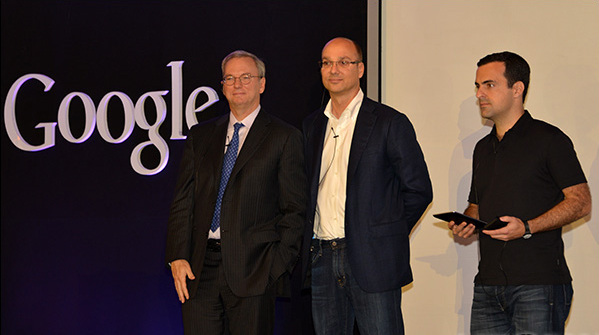
بارا مع إريك شميدت وآندي روبين عند إطلاق نكسس 7

## الأوسمة والجوائز
في عام 2011 ، صُنف في المرتبة الثالثة والعشرون في قائمة مجلة وايرد 100. وفي 2013 كان في المرتبة 92 في قائمة 100 وادي السيليكون التي تُعدها مجلة بيزنس إنسايدر،  وصنفته مجلة إيبوكا البرازيلية من أكثر البرازيليين نفوذاً في عامي 2011، و2013.

## روابط خارجية
- هوجو بارا  على فيسبوك.